# 僧旻
僧旻（?—653年6月），日本飛鳥時代的學問僧。

## 出自
根據《日本書紀》說，他是從中國來的渡來人、源自曹魏的陳思王曹植後裔。

## 經歷
推古天皇16年（608年），跟隨遣隋使小野妹子、高向玄理、南淵請安等人訪問隋朝。24年間學習佛教與易經。舒明天皇4年（632年）8月，回到日本。
之後，對蘇我入鹿、藤原鎌足等人講解「周易」。
舒明天皇9年（637年），流星出現時，他主張是天狗的吠叫聲。